# Río Poikei
El río Poikei (en ruso: Поикей) es un arroyo del Cáucaso septentrional en el raión de Jabez de la república de Karacháyevo-Cherkesia del sur de Rusia. Es un afluente por la izquierda del río Mali Zelenchuk, que desemboca en el río Kubán.

## Curso
El río nace en los montes al noroeste de Jabez, que separan sus aguas de las del valle del Bolshói Zelenchuk. Su curso discurre por 4.8 km por un valle poco pronunciado en dirección este-sureste hasta la desembocadura en la orilla izquierda del Mali Zelenchuk al norte de Jabez, frente a Inzhich-Chukún.